# Lasioglossum majus
Lasioglossum majus är en biart som först beskrevs av Nylander 1852.  Lasioglossum majus ingår i släktet smalbin, och familjen vägbin. Inga underarter finns listade i Catalogue of Life.